# Graphania gourlayi
Graphania gourlayi är en fjärilsart som beskrevs av Alfred Philpott 1921. Graphania gourlayi ingår i släktet Graphania och familjen nattflyn. Inga underarter finns listade i Catalogue of Life.